# Seulf z Remeše
Seulf z Remeše (9. století? – 925 Remeš) byl prelát římskokatolické církve, od roku 922 remešský arcibiskup.

## Životopis
Seulf byl arcijáhnem remešské arcidiecéze. Před jeho volbou remešským arcibiskupem složil slavnostní slib hraběti Herbertovi II. z Vermandois, který hraběti zajišťoval volbu nástupce po Seulfově smrti. S podporou franského krále Roberta I. byl v roce 922 Abbonem, biskupem ze Soissons vysvěcen remešským arcibiskupem. V roce 923 požádal o pallium papeže Jana X., který mu ho poslal i s dopisy potvrzujícími jeho privilegia.
Arcibiskup Seulf byl podle dochovaných zdrojů povýšený a pyšný. Nechal zatknout a připravit o majetek Odona a Herivea, první byl bratrem a druhý synovcem jeho předchůdce Herivea z Remeše. Důvodem byla jeho domněnka, že oba jako vazalové postrádají respekt a věrnost k remešské diecézi. Tato událost ho učinila odporným a aby jejich zatčení legalizoval, umožnil hraběti Herbertovi II. z Vermandois, aby po jeho smrti převzal úřad arcibiskupa Herbertův pětiletý syn Hugo z Vermandois.
Zemřel roku 925 na následky otravy prudkým jedem, který mu patrně podal hrabě Herbert z Vermandois či jeho komplicové. Herbert z Vermandois spěchal, aby se arcibiskupský stolec v Remeši uvolnil pro jeho tehdy pětiletého syna Huga z Vermandois.